# Yajū shisubeshi
Pour plus de détails, voir Fiche technique et Distribution.
Yajū shisubeshi (野獣死すべし) est un thriller japonais de 1980 avec Yūsaku Matsuda dans le rôle principal. Ce film a été réalisé par Tōru Murakawa et produit par Haruki Kadokawa.

## Synopsis
Un journaliste qui couvrait la guerre du Vietnam devient mentalement instable et se lance dans une frénésie de vol et de meurtre.

## Fiche technique
- Titre original : 野獣死すべし (Yajū shisubeshi?)
- Titre anglais ou international : The Beast to Die
- Réalisateur : Tōru Murakawa
- Scénario : Shōichi Maruyama (ja), d'après un roman d'Haruhiko Ōyabu (ja)
- Production : Haruki Kadokawa
- Société(s) de production : Kadokawa Haruki Jimusho, Tōei
- Pays d’origine :  Japon
- Langue originale : japonais
- Format : couleur — 35 mm — 1,35:1 — son mono
- Genre : thriller
- Durée : 119 minutes
- Dates de sortie :
  - Japon : 4 octobre 1980[1]

## Distribution
- Yūsaku Matsuda : journaliste
- Mako Midori (en) : Kimiko Wakazuki
- Akemi Mari (ja) : Noriko Yajima
- Toshio Kurosawa (ja) : Junichi Shoda
- Hōsei Komatsu (ja) : Yusuke Yajima
- Kunio Murai (en) : Masayuki Yajima
- Kazuo Katō : Baba
- Yoshi Katō : Ryunosuke Kanematsu
- Asami Kobayashi (ja) : Reiko Hanada
- Takeshi Kaga (en) : serveur, complice
- Hideo Murota : policier

## Récompense
- 1981 : prix du meilleur scénario pour Shōichi Maruyama (ja) au festival du film de Yokohama